# Eremisca stackelbergi
Eremisca stackelbergi är en tvåvingeart som beskrevs av Pavel Lehr 1964. Eremisca stackelbergi ingår i släktet Eremisca och familjen rovflugor. Inga underarter finns listade i Catalogue of Life.